# Powellisme

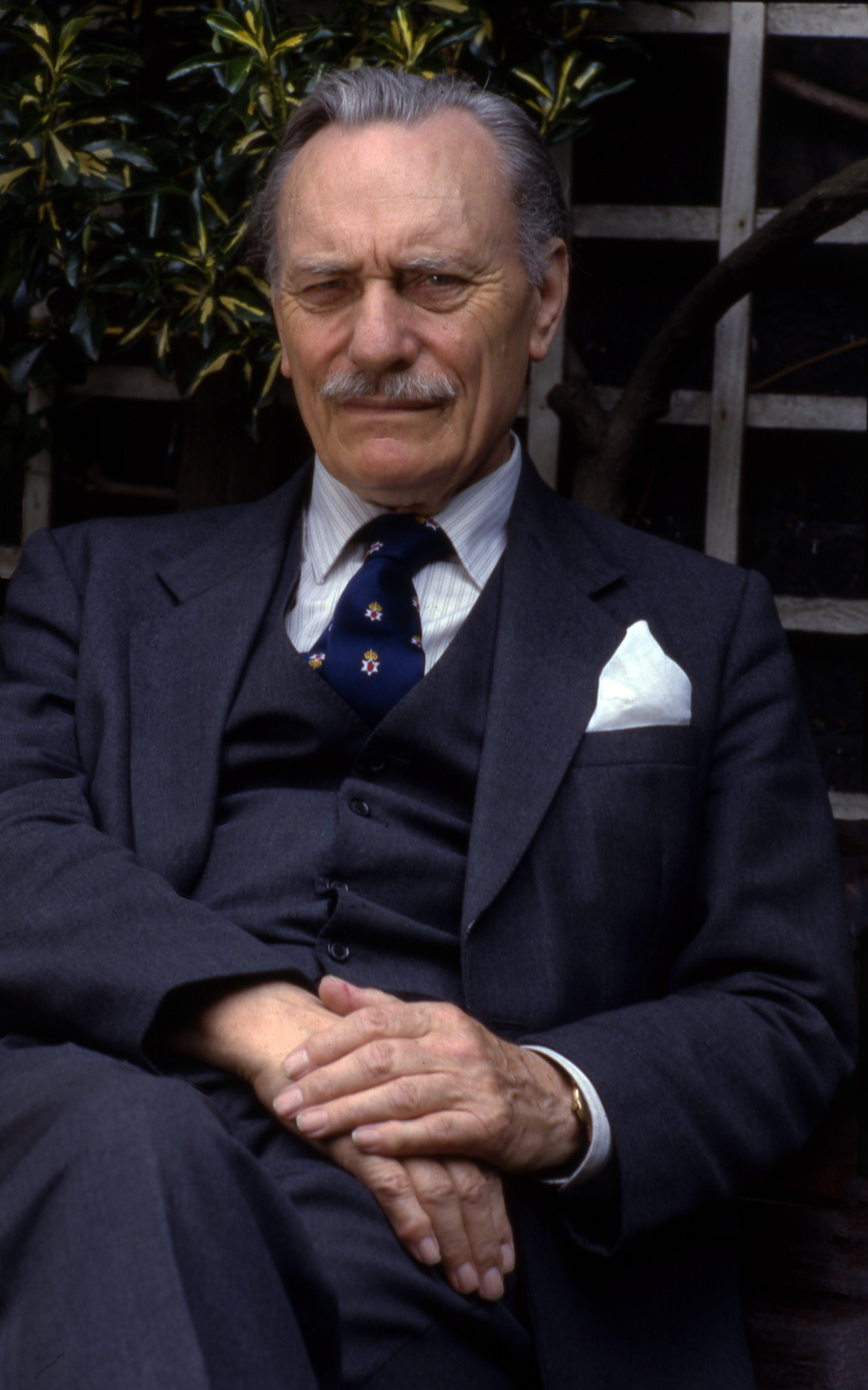
Enoch Powell (1912-1998)

Le powellisme est le nom donné à l'ensemble des politiques assumées par Enoch Powell, membre du Parti conservateur puis du Parti unioniste d'Ulster. Elles découlent de sa haute vision conservatrice (en) et libertarienne.

## Origine du terme
Le terme « powellisme » est, selon l'Oxford English Dictionary, inventé par le journal The Economist le 17 juillet 1965. Cependant, la veille, Iain Macleod avait examiné un livre de discours de Powell intitulé A Nation Not Afraid dans The Spectator dans lequel il mentionne déjà le terme :
Enoch Powell a le meilleur esprit de la Chambre des communes. Le mieux formé et le plus excitant. Il y a une attitude d'esprit qui peut être appelée « powellisme » et il est excellent que nous ayons maintenant les manifestations rassemblées dans un livre.
Le mot est initialement utilisé pour décrire les vues politiques de Powell sur l'économie, et Powell a proposé sa propre définition : « [Le powellisme est] une foi presque illimitée dans la capacité du peuple à obtenir ce qu'il veut par la paix, le capital, le profit et la loi du marché ».

## Nationalisme
Powell est un nationaliste britannique romantique et considérait l'État-nation comme l'« ultime réalité politique. Il n'y a pas de réalité politique au-delà ». Il pense que le parlement britannique est l'expression même de la nation britannique et son opposition à l'adhésion britannique à la Communauté économique européenne découle de sa conviction que cela abolirait la souveraineté de l'État-nation britannique.
Ses opinions sur les relations de la Grande-Bretagne avec le reste du monde découlent en fin de compte de la croyance en un État-nation indépendant. Les Nations unies, pour Powell, sont une « absurdité et une monstruosité » de par sa nature même parce cette organisation cherche à préserver le « statu quo » international sans recourir à la force, mais que l'« essor, la croissance et la disparition des nations sont guidées par la force... Sans guerre, la nation souveraine n'est pas concevable ».

### Immigration
L'opposition de Powell à l'immigration de masse découle de sa vision nationaliste. Powell affirme que l'enfant d'immigrés du Commonwealth en Grande-Bretagne « n'est pas, même étant né en Angleterre, devenu Anglais pour autant. En droit, il devient citoyen du Royaume-Uni de naissance ; dans les faits, il est toujours Caribéen ou Asiatique, ». Powell affirme que l'immigration du Commonwealth en Grande-Bretagne après 1945 est « en valeur absolue, hors de toute comparaison à tout ce que ces îles ont jamais connu auparavant en mille ans d'histoire ». Powell affirme que, comme l'immigration est concentrée dans les zones urbaines, il en résulterait de la violence : « Je ne crois pas que ce soit dans la nature humaine qu'un pays [...] doive regarder passivement la transformation de zones entières au cœur de celui-ci en terre étrangère ». Powell affirme que ses avertissements sont politiques :
C'est la conviction que l'auto-identification de chaque partie avec l'ensemble est la seule condition préalable essentielle pour être une nation parlementaire, et que le changement massif dans la composition de la population de la métropole intérieure et des principales villes d'Angleterre produira, non pas fortuitement ou de manière évitable, mais par les inévitabilités de la nature humaine dans la société, une aliénation toujours croissante et plus dangereuse.
Il estime en outre que la « démocratie parlementaire se désagrège lorsque l'homogénéité nationale de l'électorat est brisée par une altération importante et brutale de la composition de la population ». Pour éviter la « guerre civile », Powell préconise un système de rapatriement librement consenti pour les immigrés et leurs descendants et, en février 1967, il écrit :
Le mieux que j'ose espérer est que d'ici la fin du siècle, nous ne nous retrouverons pas avec un phénomène croissant et plus menaçant, avec des zones « étrangères » fixes et presque traditionnelles dans certaines villes qui resteront les monuments durables d'un moment d'aberration nationale.

### Irlande du Nord
Roy Lewis déclare que pour Powell, la situation en Irlande du Nord « allait aux racines de sa position sur la nationalité, sur l'identité nationale britannique, et sur le caractère unique du gouvernement parlementaire ».Powell considère que la majorité unioniste d'Irlande du Nord est « une partie de la nation du Royaume-Uni » et que l'Irlande du Nord doit rester dans le Royaume-Uni.
S'exprimant en mars 1971, Powell affirme « qu'au cours des dix-huit derniers mois, une partie du Royaume-Uni a été attaquée par un ennemi extérieur aidé par des détachements opérant à l'intérieur. [...] Et lorsqu'une partie d'une nation est attaquée, l'ensemble est attaqué ». Il affirme que le vocabulaire utilisé dans le contexte dissimule la vérité de la situation : « le vocabulaire est l'une des principales armes de l'artillerie ennemie ». Celui qui commet des actes de violence, affirme Powell, n'est pas un « extrémiste » mais un criminel et que si son but est de « détacher une partie du territoire du Royaume-Uni et de l'attacher à un pays étranger », il devient un « ennemi armé ».
Powell considère que ceux qui ont commis des crimes parce qu'ils pensent, « même s'ils se trompent », qu'ils aident ainsi à sauvegarder l'intégrité de leur pays et leur droit de vivre sous la Couronne, qu'ils « violent la paix ». Ceux qui ont commis des crimes « avec l'intention de détruire cette intégrité et de rendre impossible cette allégeance » sont décrits comme des « extrémistes » qui « exécutent un acte de guerre ». Powell est également en désaccord avec l'idée que les membres de l'armée britannique sont des « policiers glorifiés », ayant uniquement pour but de maintenir l'ordre entre deux parties belligérantes. Powell soutient plutôt qu'ils sont en Irlande du Nord « parce qu'un ennemi déclaré utilise la force des armes pour briser l'autorité légitime [...] et ainsi prendre le contrôle. L'armée ne peut pas être impartiale envers un ennemi ».
Powell, malgré son précédent soutien au parlement d'Irlande du Nord et même au redécoupage de la frontière irlandaise pour réduire le nombre de nationalistes irlandais en Irlande du Nord, plaide pour que l'Irlande du Nord soit politiquement intégrée au reste du Royaume-Uni et ne soit pas traitée différemment des autres parties constituantes. Il pense que les gouvernements britanniques successifs, sous la pression américaine, sont déterminés à faire en sorte que l'Irlande du Nord rejoigne, d'une manière ou d'une autre, un État irlandais.

### Communauté économique européenne
En 1961, Powell soutient l'adhésion britannique à la Communauté économique européenne (CEE) lorsque le Premier ministre conservateur de l'époque, Harold Macmillan, demande en vain l'adhésion de la Grande-Bretagne, car Powell pense que c'est un moyen de libéraliser l'économie de la Grande-Bretagne. Cependant, il change d'avis peu de temps après lors d'une étude plus approfondie sur les origines et les méthodes de la CEE et estime que l'adhésion de la Grande-Bretagne éteindrait sa capacité à rester une nation autonome. Il affirme que la question de l'adhésion britannique à la CEE « doit être la question qui sous-tend toutes les autres [...] car, dans la paix comme dans la guerre, c'est la grande et ultime question pour n'importe quelle nation ». « L'indépendance et la liberté d'une nation autonome », explique Powell, « est à mon avis le plus grand bien politique, pour lequel tout désavantage, le cas échéant, et tout sacrifice, sont un prix bon marché ».
Powell décrit son opposition lorsque la Chambre des communes débat de l'European Communities Act 1972 :
La conséquence inhérente de l'adhésion au traité de Rome est que cette Assemblée et ce Parlement perdront leur suprématie législative. Il ne sera plus vrai que la loi de ce pays est faite uniquement par ou avec l'autorité du Parlement. [...] La deuxième conséquence [...] est que cette Chambre perd son contrôle exclusif - sur lequel son pouvoir et son autorité s'est construit au fil des siècles - sur la fiscalité et les dépenses. À l'avenir, si nous devenons membres de la Communauté, les sommes perçues en matière fiscale par les citoyens de ce pays seront dépensées autrement que sur un vote de cette Assemblée et sans possibilité [...] de débattre des griefs et de demander un compte rendu sur la manière dont ces sommes doivent être dépensées. Pour la première fois depuis des siècles, il sera vrai de dire que la population de ce pays n'est pas imposée uniquement sous l'autorité de la Chambre des communes. La troisième conséquence [...] est que ce pays renoncera à son indépendance judiciaire. À l'avenir, si nous rejoignons la Communauté, les citoyens de ce pays seront non seulement soumis à des lois adoptées ailleurs, mais l'applicabilité de ces lois sur eux sera jugée ailleurs ; et la loi et le jugement faits ailleurs prévaudront sur la loi faite ici et sur les décisions des tribunaux de ce domaine.
Le sujet de la CEE est ce qui pousse Powell à quitter le Parti conservateur le 23 février 1974, car le Premier ministre conservateur, Edward Heath, avait fait adhérer la Grande-Bretagne à la CEE le 1er janvier 1973 sans référendum auprès des électeurs britanniques. Powell quitte le Parti conservateur à peine 5 jours avant les élections générales. Après sa démission, il choque ses anciens collègues conservateurs en appelant le public à voter pour le Parti travailliste car les travaillistes proposent un référendum sur l'adhésion à la CEE. Powell place la question de la CEE au-dessus de toutes les autres questions car elle érode la souveraineté nationale d'une manière que n'avait plus connu le pays depuis la Réforme anglaise ; Les lois de la CEE ont la primauté sur les lois adoptées au Parlement britannique, que Powell considère comme la véritable représentation de la nation britannique avec le monarque britannique à sa tête.

### Dévolution
Powell s'oppose à la dévolution du pouvoir à l'Écosse et au Pays de Galles en raison de son nationalisme britannique et parce qu'il pense que la dévolution est incompatible avec la nature unitaire de l'État britannique. Il déclare qu'il est impossible pour le même électorat d'être représenté dans deux chambres législatives à moins que la Grande-Bretagne ne devienne un État fédéral. Il veut que la nation britannique soit représentée en un seul parlement et croit que si les Écossais et les Gallois se considèrent comme des nations distinctes des Anglais et des Irlandais du Nord, ils devraient devenir des États souverains indépendants en dehors du Royaume-Uni.

### Empire britannique et Commonwealth
Powell soutient initialement l'Empire britannique et veut conserver la domination britannique en Inde. Après l'indépendance de ce pays en 1947, il s'oppose à l'adhésion britannique au successeur de l'empire, le Commonwealth. Il pense qu'en quittant l'empire et en devenant indépendant, les affaires des nouveaux pays ne sont plus de la responsabilité de la Grande-Bretagne, ni dans son intérêt national. Il croit qu'après la fin de l'empire, le patriotisme doit dorénavant dérivé de la patria, l'État-nation, quelle que soit la composition raciale des États étrangers.

### Révolte des Mau Mau
Powell est l'un des rares députés à avoir fait campagne contre la brutalité des troupes britanniques dans la répression de la révolte des Mau Mau. Il appelle à ce que les troupes britanniques coupables d'atrocités soient punies :
« Je dirais que c'est une doctrine effrayante, qui doit effrayer ceux qui la prononcent, que de juger un être humain et dire : Parce qu'il était tel ou tel, les conséquences qui autrement résulteraient à sa condamnation à mort, ne s'appliqueront pas ».

### États-Unis
Powell pense que les États-Unis sont les ennemis de la Grande-Bretagne, et non ses alliés. Il croit qu'ils sont contre le fait que l'Irlande du Nord fasse partie du Royaume-Uni parce qu'ils veulent une Irlande unie au sein de l'OTAN pour aider à combattre l'Union soviétique et pense que l'Irlande du Nord devrait être intégrée au reste du Royaume-Uni et ne devrait pas être traitée différemment des autres nations du pays. Il accuse également les États-Unis de la dissolution de l'Empire britannique et du déclin de l'influence britannique dans les affaires internationales.

### Union soviétique
De plus, bien qu’étant capitaliste, Powell pense que l'Union soviétique ne représente aucune menace pour le Royaume-Uni en raison des perspectives internalisées du gouvernement soviétique, et affirme que le Royaume-Uni et l'Union soviétique sont des « alliés naturels » dans l'équilibre des puissances, pas des ennemis.

### Désarmement nucléaire unilatéral
Powell soutient initialement le fait que les Britanniques possèdent leur propre arsenal nucléaire. Cependant, après sa carrière ministérielle, il rejette le point de vue exprimé par le gouvernement britannique suivant selon lequel les armes nucléaires dissuadent la Russie de conquérir les pays d'Europe occidentale et que, comme les armes nucléaires sont principalement américaines, la sécurité britannique repose sur l'« alliance américaine et l'armement américain ». Il croit que même si l'Union soviétique voulait envahir l'Europe occidentale, elle n'aurait pas osé « pour une simple raison évidente : cela aurait signifié une guerre qu'elle ne pouvait pas espérer gagner » contre les États-Unis. Il affirme que la dissuasion nucléaire est une « dissuasion factice » et fait valoir que l'existence d'armes nucléaires distinctes pour la France et le Royaume-Uni montre que ces pays pensent que les États-Unis ne risqueraient pas une guerre nucléaire en Europe occidentale, et également qu'ils sont « victimes de leur propre raisonnement » car ni l'un ni l'autre n'utiliseraient eux-mêmes les armes nucléaires en cas d'invasion, car les conséquences d'une guerre atomique seraient trop horribles. Powell soutient aussi le désarmement nucléaire parce qu'il n'est pas d'accord avec l'idée que les armes nucléaires empêchent le chantage nucléaire, car la Grande-Bretagne devrait choisir entre une « dévastation illimitée » ou une reddition.

## Idées économiques
Powell est résolument anti-interventionniste dans les affaires économiques et monétaires. Il pense que les intérêts commerciaux doivent être pris en charge par les personnes qui les comprennent le mieux, les hommes d'affaires et non les politiciens. Ayant critiqué les conventions sur les pratiques commerciales organisées ou financées par le gouvernement, il est le premier grand politicien à réclamer la dénationalisation des services publics dans les années 1960. Cependant, alors qu'il est monétariste, il défend également l'État-providence, le système de santé publique, et les syndicats.

## Idées sociales
Les opinions sociales de Powell différent de celles de ses alliés conservateurs en ce qu'il soutient le divorce sans égard à la faute et d'autres aspects de la (prétendue) société permissive (en) mise en avant par le parti travailliste. Il soutient le maintien de la monarchie, la religion d'État et le système de noblesse dans la gouvernance. Il vote en faveur de la dépénalisation de l'homosexualité et ne l'a considère pas « comme un domaine approprié pour l'application du droit pénal ».
Ses opinions sur les formes de punition, judiciaires et éducatives, ne sont pas celles de la plupart des conservateurs contemporains ou même actuels. Il qualifie la peine de mort de " totalement répugnante » et vote systématiquement contre les châtiments corporels dans les écoles.
Le 11 avril 1973, il écrit dans le Daily Telegraph :
Je devrais être le dernier à laisser entendre qu'un député devrait subordonner son jugement sur ce qui est sage ou juste à la plus grande majorité d'opinion. S'il croit qu'une chose est nuisible, il ne doit pas la soutenir ; s'il la juge injuste, il doit la dénoncer. Dans ces jugements, l'opinion de ceux qu'il représente n'a aucun droit sur lui. Mais la peine capitale n'est pas pour moi dans cette catégorie ; elle n'est pas manifestement nocive ni manifestement injuste. Je ne saurais donc nier que dans ce contexte une demande publique établie et prépondérante doit être prise en compte ou qu’à un certain point elle devra prévaloir. Je ne crois pas que ce point ait été atteint : mais il serait illusoire pour moi de nier qu’il puisse exister.

## Distinction de philosophies apparentées

### Différences avec le thatchérisme
La Première ministre Margaret Thatcher fonde nombre de ses politiques sur la rhétorique de Powell. Mais alors qu'ils partagent tous deux le désir de dénationalisation des industries, leurs méthodes pour y parvenir sont considérablement différentes. Thatcher souhaite limiter sévèrement le pouvoir des syndicats en les battant dans des confrontations industrielles ouvertes, notamment lors de la grève des mineurs contre l'Union nationale des mineurs, considérant que Powell a défendu les syndicats et a souhaité construire une unité avec la classe ouvrière en ralliant les syndicalistes aux politiques monétaristes par la logique, l'intelligence et des arguments politiques qui étaient en opposition avec les arguments socialistes. En outre, la proposition de Thatcher de limiter l'immigration n'est certainement pas dans la mesure radicale où Powell l'avait proposé en 1968 dans son célèbre discours des « fleuves de sang ». Et alors que Thatcher a l'intention de réduire considérablement le pouvoir de l'État-providence et de l'aide nationale, Powell n'avait aucun enthousiasme pour de telles méthodes et défendait l'État-providence.
Le plus grand schisme entre Powell et Thatcher réside dans les affaires étrangères. Le sentiment de Powell sur la Grande-Bretagne en tant que petite partie d'un monde plus large serait plus conforme au « splendide isolement » de Salisbury's que de l'atlantisme de Thatcher. Powell était un homme ayant beaucoup voyagé, qui parlait plus d'une douzaine de langues, mais sa politique étrangère de soutien à une Grande-Bretagne en tant qu'État-nation ne correspondait pas à la vision stéréotypée que certains peuvent avoir d'un homme qui a beaucoup voyagé et parlait tant de langues. Alors que Thatcher croit fermement en la « relation spéciale » avec les États-Unis, Powell considérait les États-Unis comme les rivaux de la Grande-Bretagne et non comme des alliés.
Une autre division de la politique étrangère entre Powell et Thatcher concerne leurs opinions sur la Communauté économique européenne (CEE), Thatcher étant une partisane enthousiaste de l'adhésion de la Grande-Bretagne dans les années 1970 et 1980, notamment en étant l'une des figures de proue de la campagne victorieuse du"« Oui » pour que la Grande-Bretagne reste dans la CEE pendant la référendum de 1975, alors que Powell avait été l'une des figures de proue de la campagne perdante du « Non » pour quitter la CEE. Ce n'est qu'à la fin des années 1980 et en 1990 que Thatcher commence à exprimer son inquiétude croissante concernant le projet de la CEE vers une union politique et monétaire, alors que Powell l'avertissait depuis le milieu des années 1960 quand il avait commencé à s'opposer ouvertement à la CEE et à la perte de souveraineté britannique qui en résulterait, montrant une prévoyance plus forte de Powell dans la question.
Powell s'est distancié philosophiquement de Margaret Thatcher. Notamment quand on lui fit remarquer qu'elle était une convertie au powellisme, Powell répondit : « Dommage qu'elle ne l'ait jamais compris ! ».

### Divergence du libertarianisme
Ralph Harris de l'Institute of Economic Affairs écrit que les idées de Powell sur l'immigration étaient antagonistes avec le reste de ses vues généralement libertaires, mais Powell n'était pas d'accord avec cet avis.